# نظريات مؤامرة اغتيال الرئيس جون كينيدي

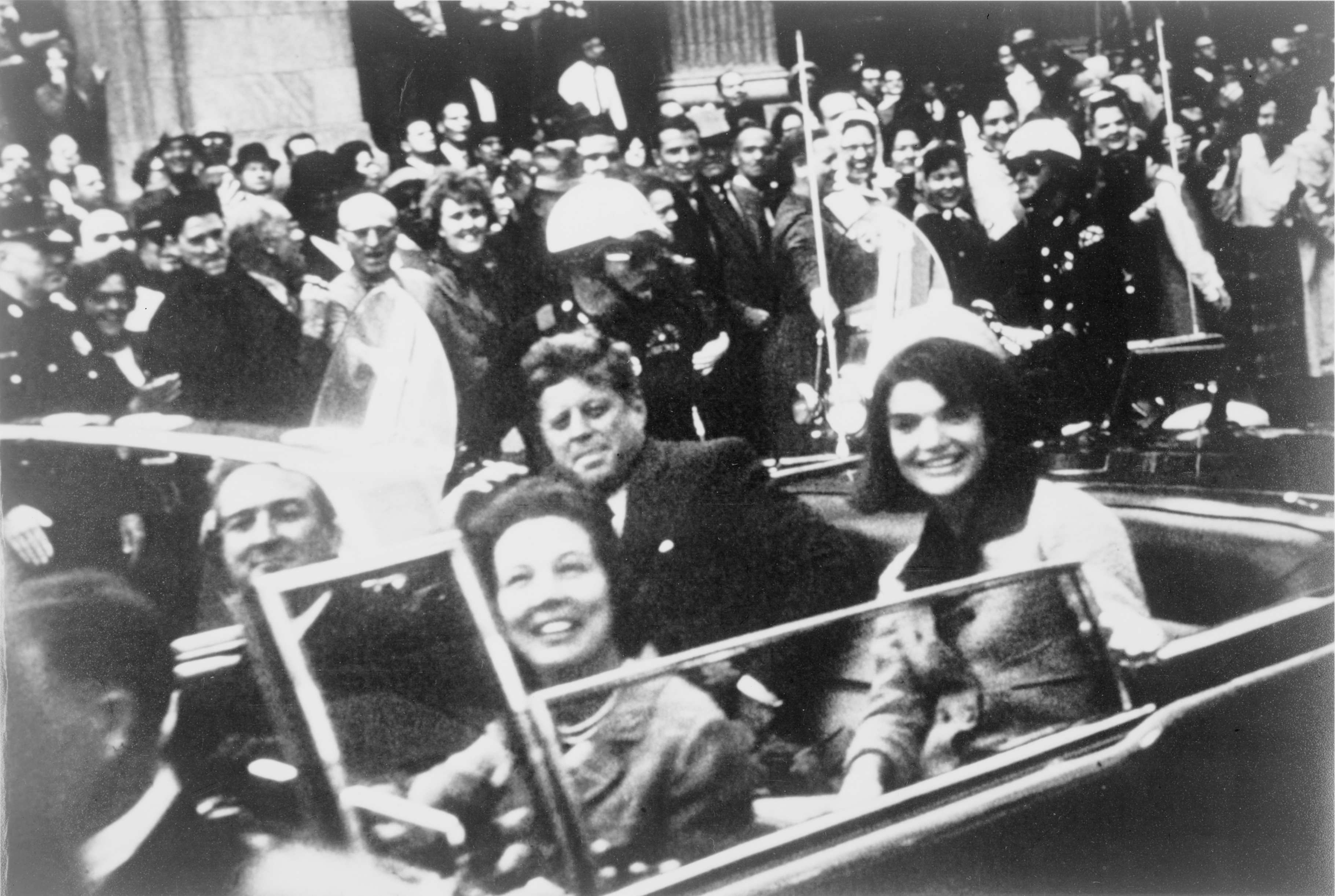

أثار اغتيال الرئيس الأمريكي جون كينيدي في 22 نوفمبر عام 1963، وما تلاه من قتل جاك روبي، وهو مالك نادٍ ليلي، للمشتبه به الرئيسي لي هارفي أوزوالد، العديد من نظريات المؤامرة. تزعم بعض هذه المؤامرات تورط وكالة المخابرات المركزية الأمريكية، والمافيا، ونائب الرئيس ليندون جونسون، وفيدل كاسترو، رئيس الوزراء الكوبي السابق، ولجنة أمن الدولة في الاتحاد السوفييتي سابقًا، أو مجموعة من هذه المؤسسات. أدى التحقيق الأولي لمكتب التحقيقات الفدرالي، وتقرير لجنة وارن، بالإضافة إلى «تستر وكالة المخابرات المركزية» إلى الادعاء بأن الحكومة الفدرالية تعمدت إخفاء معلومات هامة في أعقاب الاغتيال. قدر المدعي العام السابق في لوس أنجلوس فنسنت بوغليوسي أن هناك 42 مجموعة و82 قاتلًا و214 شخصًا قد اتهموا في سيناريوهات مؤامرة مختلفة. 
في عام 1964، خلصت لجنة وارن إلى أن أوزوالد هو الشخص الوحيد المسؤول عن اغتيال كينيدي. في عام 1979، خلصت اللجنة المختارة الخاصة بالاغتيالات التابعة لمجلس النواب الأمريكي إلى أن كينيدي اغتيل على الأرجح نتيجة مؤامرة، كما خلصت اللجنة إلى أن مسلحًا ثانيًا إلى جانب أوزوالد ربما أطلق النار أيضًا على كيندي، استنادًا إلى أدلة صوتية ثبت أنها فقدت مصداقيتها فيما بعد. في عام 1998، اكتشف مجلس مراجعة سجلات الاغتيالات وجود تناقضات في التحقيقات السابقة، وادعى كبير محللي السجلات العسكرية في المجلس احتمالية أن صور الدماغ في سجلات كينيدي لم تكن خاصة به. 

## خلفية عامة
اغتيل الرئيس جون كينيدي بطلق ناري أثناء تنقله ضمن موكب سيارات في سيارة ليموزين مفتوحة في دالاس، تكساس، الساعة 12:30 مساء بتوقيت أمريكا يوم الجمعة 22 نوفمبر 1963، كما أصيب حاكم تكساس جون كونالي بجروح، ولكنه نجا فيما بعد. في غضون ساعتين بعد الحادثة، قُبض على المدعو لي هارفي أوزوالد لقتله رجل شرطة في دالاس اسمه جي. دي. تيبيبت واستجوب في ذلك المساء. أحيل أوزوالد بعد الساعة 1:30 صباحًا بقليل يوم السبت 23 نوفمبر إلى المحكمة بتهمة قتل الرئيس كينيدي أيضًا. في يوم الأحد، 24 نوفمبر، وتحديدًا في الساعة 11:21 صباحًا، قتل جاك روبي، وهو مالك ناد ليلي وله صلة مع المافيا، أوزوالد بينما كان يجري نقله من سجن المدينة إلى سجن المقاطعة. 
بعد حادث إطلاق النار مباشرة، اشتبه العديد من الأشخاص أن الاغتيال كان جزءًا من مؤامرة أكبر، وتكهن المذيعون بأن التيار اليميني في دالاس كان متورطًا في الحادث، كما عزز قتل روبي لأوزوالد من هذه الشكوك والتكهنات. من بين منظري المؤامرة، وُصِفَ الكاتب مارك لين بأنه كاتب «أول طلقة أدبية» بمقاله «موجز الدفاع لأوزوالد» في صحيفة ذي ناشيونال غارديان وتحديدًا في عددها الصادر يوم 19 ديسمبر 1963. يعدّ كتاب توماس بوكانان «من قتل كينيدي؟» المنشور في مايو 1964، الكتاب الأول الذي يزعم بوجود مؤامرة خلف هذه الحادثة. 
في عام 1964، خلصت لجنة وارن إلى أن أوزوالد قد تصرّف بمفرده وأنه لا يوجد دليل موثوق به يؤيد الادعاء بأنه متورط في مؤامرة لاغتيال الرئيس، كما أشارت اللجنة أيضًا إلى أن كلًا من وزير الخارجية في ذلك الوقت دين روسك، ووزير الدفاع روبرت ماكنامارا، ووزير الخزانة دوغلاس ديلون، والنائب العام روبرت كينيدي، ومدير مكتب التحقيقات الفدرالي جي. إدغار هوفر، ومدير وكالة المخابرات المركزية جون أ. ماكون، ورئيس الاستخبارات جيمس جي. قد توصلوا جميعهم على حدة إلى نفس النتيجة استنادًا إلى المعلومات المتوفرة لهم. غير أنه أثناء محاكمة كلاي شاو في عام 1969، شكك المدعي العام في مقاطعة نيو أورليانز جيم غاريسون بصحة نظرية الطلقة الواحدة استنادًا إلى دليل من فيلم زابرودر، الذي ادعى فيه أن طلقة رابعة أطلقت من هضبة معشبة في منتزه ديلي بلازا تسببت في إصابة رأس كينيدي بإصابة قاتلة.
في عام 1979، وافقت اللجنة المختارة الخاصة بالاغتيالات التابعة لمجلس النواب الأمريكي لجنة وارن بأن أوزوالد قام بالفعل باغتيال كينيدي، ولكنها خلصت إلى أن تقرير لجنة وارن والتحقيق الأولي لمكتب التحقيقات الفدرالي كان ناقصًا إلى حد كبير. كما خلصت اللجنة المختارة الخاصة بالاغتيالات التابعة لمجلس النواب الأمريكي إلى أنه ما لا يقل عن أربع طلقات قد أطلقت على الرئيس، مع احتمالية كبيرة بأن مسلحين اثنين أطلقا النار، وأن ثمة مؤامرة محتملة، وذكرت أن لجنة وارن «لم تحقق على نحو واف في إمكانية وجود مؤامرة لاغتيال الرئيس». أيد كل من فريق خبراء رامزي كلارك ولجنة روكفيلر استنتاجات لجنة وارن وما خلصت إليه.
أفرج عن معظم الوثائق الموجودة تحت القسم الخامس من قانون جمع سجلات اغتيال الرئيس جون ف. كينيدي لعام 1992 في 26 أكتوبر 2017، في حين سيتم تحليل الوثائق المتبقية التي ما تزال سرية للتنقيح. حدد موعد نهائي للإفراج عن الوثائق المتبقية في 26 أكتوبر 2021. 

### الرأي العام
وفقًا للكاتب جون سي. مكآدمز، «تعد نظرية مؤامرة اغتيال كينيدي أعظم وأكبر نظرية بين كل نظريات المؤامرة»، وقد أشار آخرون غالبًا إليها بأنها «أم كل المؤامرات». يقدر عدد الكتب المكتوبة عن اغتيال كينيدي بما بين 1,000 و2,000 كتابًا، ووفقًا لما ذكره فنسنت بوغليوسي فإن 95% من هذه الكتب مؤيد لنظرية المؤامرة ولا تتفق مع استنتاجات لجنة وارن. 
يصف الكاتب ديفيد كرايسيك مؤيدي مؤامرة اغتيال كينيدي بأنهم أشخاص ينتمون إلى «منظري المؤامرة» من جهة و«كاشفون للزيف» من جهة أخرى. أدى الجدل الكبير الدائر حول هذا الحدث إلى خلافات مريرة بين مؤيدي ورافضي استنتاجات لجنة وارن، وانتقاد التفسير الرسمي مع توجيه كل طرفًا للآخر اتهامات ب«السذاجة، والتفسير الانتقائي للأدلة». 
أظهرت استطلاعات الرأي العام على نحو ثابت أن أغلب الأمريكيين يعتقدون أن هناك مؤامرة لقتل الرئيس كينيدي، ولكن في ما يتعلق بالتستر الحكومي، تظهر استطلاعات مختلفة أقلية وأغلبية من الأمريكيين الذين يعتقدون أن الحكومة لها دور في هذا الأمر، وتظهر نفس هذه الاستطلاعات أيضًا أنه لا يوجد إجماع على من كان قد شارك في اطلاق النار. أفاد استطلاع للرأي أجري عام 2003 على موقع غالوب أن 75% من الأمريكيين لا يعتقدون أن لي هارفي أوزوالد تصرف بمفرده. في نفس العام، أفاد 70% من المشاركين في استطلاع لشبكة أخبار أي بي سي أن 70% بأنهم يشتبهون في مشاركة أكثر من شخص في عملية الاغتيال. أشار استطلاع للرأي أجرته قناة فوكس نيوز عام 2004 إلى أن 66% من الأمريكيين يعتقدون أن هناك مؤامرة، و74% يعتقدون أن هناك تكتمًا وتغطية. في 2009، أفاد 76% من الأشخاص الذين شاركوا في استطلاع لقناة سي بي إس الإخبارية أنهم يعتقدون أن الرئيس قتل نتيجة مؤامرة. أفاد 61% من الأمريكيين المشاركين في استطلاع غالوب عام 2013، وهي أقل نسبة منذ حوالي 50 عامًا، بأنهم يعتقدون أن أشخاصًا آخرين إلى جانب أوزوالد شاركوا في عملية الاغتيال. 

## دليل عرضي على التستر

### خلفية
بعد مقتل أوزوالد برصاص روبي، كتب مدير مكتب التحقيقات الفيدرالي هوفر مذكرة توضح بالتفصيل أن شرطة دالاس ما كانت لتملك أدلة كافية ضد أوزوالد دون الحصول على معلومات من مكتب التحقيقات الفيدرالي، وأتبع: «إن الشيء الذي يقلقني أنا والسيد كاتزنباك [نائب المدعي العام]، هو صدور شيء نتمكن من خلاله من إقناع الرأي العام بأن أوزوالد هو القاتل الحقيقي». اكتشف كبار مسؤولي الحكومة والاستخبارات، استنادًا إلى وكالة المخابرات المركزية، أن شخصًا انتحل شخصية أوزوالد في مكالمات هاتفية وزيارات قام بها للسفارتين السوفييتية والكوبية في مكسيكو سيتي قبل عدة أسابيع من الاغتيال، على مدى ال 40 سنة التي تلت ذلك، أصبح هذا أحد أكثر أسرار وكالة المخابرات الأمريكية حفظًا حول قضية أوزوالد. واعترفت آن غودبستوري، وهي موظفة في الوكالة، في شهادة محلفة بأنها نشرت أشرطة هذه المكالمات الهاتفية بنفسها، وكانت قد نفت في وقت سابق للمحققين من الكونغرس عام 1970 علمها بتسجيلات لمكالمات أوزوالد الهاتفية. 

في 23 نوفمبر 1963، في اليوم التالي للاغتيال، تضمن التحليل الأولي لمدير مكتب التحقيقات الفيدرالي ج. إدغار هوفر للاغتيال ما يلي: 
أفادت وكالة المخابرات المركزية أنه في الأول من أكتوبر عام 1963، أفاد مصدر حساس للغاية أن شخصًا عرف نفسه باسم لي أوزوالد اتصل بالسفارة السوفيتية في مكسيكو سيتي للاستفسار عن أي رسائل. شاهد عملاء هذا المكتب، الذين اجتمعوا مع أوزوالد في دالاس، تكساس، صورًا للشخص المشار إليه أعلاه واستمعوا إلى تسجيل صوته، يرى هؤلاء الوكلاء الخاصون أن الشخص المشار إليه لم يكن لي هارفي أوزوالد. 
في نفس اليوم، أجرى هوفر هذه المحادثة مع الرئيس جونسون: 
جونسون: «هل تحققت أكثر حول زيارة [أوزوالد] إلى السفارة السوفيتية في المكسيك في سبتمبر؟»

هوفر: «لا، هناك زاوية واحدة مربكة جدًا لهذا السبب. لدينا هنا الشريط وصورة الرجل في السفارة السوفيتية، باستخدام اسم أوزوالد. تلك الصورة والشريط لا يتوافقان مع صوت هذا الرجل، ولا مع مظهره. وبعبارة أخرى، يبدو أنه كان هناك شخص آخر في السفارة السوفييتية». 
من خلال المعلومات التي تفيد بأن هناك من انتحل شخصية أوزوالد، أعرب الرئيس جونسون عن قلقه من أن الرأي العام قد يعتقد بأن الزعيم السوفييتي نيكيتا خروشوف و/أو الزعيم الكوبي فيديل كاسترو متورطان في الاغتيال، الأمر الذي قال جونسون إنه قد يؤدي إلى ... حرب قد تقتل 40 مليون أمريكي في ساعة. أعرب جونسون عن قلقه لكل من رئيس المحكمة العليا القاضي إيرل وايرن وعضو مجلس الشيوخ ريتشارد راسيل، وأبلغهما أنهما يمكنهما «خدمة أمريكا» عبر الانضمام إلى اللجنة التي شكلها للتحقيق في الاغتيال، عرفت هذه اللجنة لاحقًا باسم غير رسمي «لجنة وارن». في المقابل، كتب كاتزنباك مذكرة إلى مساعد ليندون جونسون بيل مويرز تضمنت عدة أمور، منها أنه ينبغي نشر نتائج التحقيق الذي أجراه مكتب التحقيقات الفيدرالي، كما اقترح كاتزنباك تشكيل لجنة تتألف من أشخاص «يتمتعون بنزاهة عالية» لإجراء تحقيق كامل في الاغتيال. وكتب أيضًا: «يجب وقف التكهنات حول دوافع أوزوالد، كما يجب أن يكون لدينا أساس لدحض الأفكار التي تقول بأن هذه مؤامرة شيوعية أو (كما تقول صحافة الستار الحديدي) مؤامرة يمينية لإلقاء اللوم على الشيوعيين. وكتب أيضًا: «يجب أن يقتنع الجمهور بأن أوزوالد هو القاتل؛ وأنه لم يكن لديه شركاء ما زالوا طلقاء؛ وأن الأدلة كانت كافية لدرجة أنه كان سيدان في المحاكمة». بعد أربعة أيام من هذه المذكرة، شكّل جونسون لجنة وارن برئاسة إيرل وارين، وكان عضو مجلس الشيوخ ريتشارد راسيل عضوًا فيها. 

### البحث
أشار العديد من الباحثين، منهم: الكاتب مارك لان، وهنري هورت، ومايكل إل كورتز، وجيرالد د. مكنايت، وأنطوني سمرز، وهارولد يسبيرج إلى ما يصفونه بأنه تناقض، وتضارب، أو إغفال، أو استبعادات للأدلة، أو أخطاء، أو روايات متغيرة، أو تغييرات تجرى على شهادة الشهود في التحقيق الرسمي الذي تجريه لجنة وارن، والتي يقولون إنها قد توحي بالتستر.
كتب مايكل بينسون أن لجنة وارن تلقت معلومات من مكتب التحقيقات الفيدرالي، وأن الغرض منها هو وضع الختم على نظرية الشخص المسلح الوحيد. 
أخبر عضو مجلس الشيوخ الأمريكي وعضو لجنة الاستخبارات في مجلس الشيوخ ريتشارد شويكر الكاتب أنطوني سمرز عام 1978 إنه «يعتقد أن لجنة وارن أنشئت في ذلك الوقت لتغذية الجمهور الأمريكي لأسباب لم تعرف بعد، وأن إحدى أكبر التسترات والتعتيمات في تاريخ بلدنا حدثت في ذلك الوقت». 
اعترض جيمس إتش فيتزر على بيان صدر عام 1998 عن القاضي الفيدرالي ورئيس لجنة مراجعة سجلات الاغتيال جون تونهايم، الذي ذكر أنه لم يتم اكتشاف أي «أدلة دامغة» تشير إلى مؤامرة أو تستر خلال جهودهم لرفع السرية عن الوثائق المتعلقة بالاغتيال في أوائل التسعينيات. حدد فيتزر 16 «دليلًا دامغًا» يزعم أنها تثبت أن الرواية الرسمية مستحيلة، وبالتالي حدوث مؤامرة وتستر. كما يزعم أن الأدلة التي نشرتها لجنة الاستخبارات في مجلس الشيوخ تثبت هذه الشكوك، والتي تتضمن: مسارات الطلقات النارية، وسلاح القتل، والذخيرة المستخدمة، والتناقض بين رواية لجنة وارن والنتائج التي توصل إليها تشريح الجثة، والتناقض بين نتائج التشريح وما أبلغ عنه شهود عيان في مكان جريمة القتل، وروايات شهود عيان تتعارض مع أشعة إكس أخذت من جسد الرئيس، وعلامات تشير إلى أن صور دماغ الرئيس الموجودة في إدارة الأرشيف والوثائق الوطنية لا تعود للرئيس، ودلائل تشير على إلى أنه تم العبث بفيلم زابرودر، ومزاعم بأن نسخة لجنة وارن للأحداث تتعارض مع تقارير إخبارية واردة من مكان وقوع الجريمة، وتغيير مزعوم لمسار الموكب يسر عملية الاغتيال، ومزاعم بتراخي الاستخبارات والأمن المحلي، وتصريحات يدلي بها أشخاص يدعون أنهم على علم بمؤامرة لقتل الرئيس أو شاركوا فيها. 

## نظريات المؤامرة
يعتقد منظرو المؤامرة بوجود أربع أو خمس مجموعات، منفردة أو متحدة، ضمن دائرة المشتبه بهم الرئيسيين في اغتيال كينيدي، وهم: وكالة المخابرات المركزية، والمجمع العسكري الصناعي، وحكومة كوبا، والكوبيون المنفيون. هناك أفرادٌ أو جماعات أو منظمات محلية أخرى متورطون في نظريات مؤامرة مختلفة، وهم: ليندون جونسون، وجورج بوش الأب، وسام جيانكانا، وإدغار هوفر، وإيرل وارين، ومكتب التحقيقات الفيدرالي، ووكالة الخدمة السرية في الولايات المتحدة، وجمعية جون بيرتش، وأثرياء تكساس اليمينيون. زعم تورط أجانب آخرين في المؤامرة، هم: فيديل كاسترو، جهاز الاستخبارات الروسية، ونيكيتا خروشوف، وأرسطو أوناسيس، وحكومة جنوب فيتنام، وبارونات المخدرات، بما في ذلك مجموعة مهربي الهيروين الفرنسيين. 

### مؤامرة نيو أورلينز
بعد اغتيال الرئيس كينيدي مباشرة، خضعت تحركات أوزوالد في نيو أورلينز، لويزيانا، خلال ربيع وصيف 1963، للفحص الدقيق. بعد ثلاثة أيام من الاغتيال، في 25 نوفمبر 1963، أخبر المدعي العام في نيو أورليانز دين أندروز مكتب التحقيقات الفيدرالي بأنه تلقى مكالمة هاتفية من رجل يدعى كلاي برتراند يوم الاغتيال، طالبًا منه الدفاع عن أوزوالد. كرّر أندروز هذا الادعاء لاحقًا في شهادة له أمام لجنة وارن. 

### مؤامرة وكالة المخابرات المركزية
في كلمة أشارت فيها إلى التكهنات بأن أوزوالد كان عميلاً لوكالة الاستخبارات المركزية أو على علاقة ما بالوكالة، ذكرت لجنة وارن في عام 1964 أن تحقيقها لم يكشف عن أي دليل يفيد بأن أوزوالد كان يعمل [من قبل] وكالة الاستخبارات المركزية بأي صفة. في عام 1979، ذكرت لجنة الاغتيالات التابعة لمجلس النواب على نحو مماثل أنه «لم يكن هناك أي دليل في ملف أوزوالد الخاص بوكالة المخابرات الأمريكية يفيد بأنه كان على اتصال بالوكالة» وخلصت إلى أن الوكالة لم تكن متورطة في اغتيال كينيدي. 
كتب غايتون فونزي، وهو محقق في لجنة الاغتيالات التابعة لمجلس النواب، أن المحققين تعرضوا لضغوط لعدم البحث والنظر في العلاقة بين لي هارفي أوزوالد ووكالة المخابرات المركزية، وذكر أن عميل الوكالة ديفيد أتلي فيليبس، مستخدما اسمًا مستعارًا هو «موريس بيشوب»، كان متورطًا مع أوزوالد قبل اغتيال كينيدي فيما يتصل بالجماعات الكوبية المناهضة لكاسترو.